# Augusto Rollandin
Augusto Claudio Arduino Rollandin (souvent francisé en Auguste Rollandin, en raison du bilinguisme officiel en vigueur en Vallée d'Aoste), né le 13 juin 1949 à Brusson et mort le 22 décembre 2024, est un vétérinaire et un homme politique italien originaire de la Vallée d'Aoste, membre de l'Union valdôtaine (UV). Il est président de la Vallée d'Aoste de 1984 à 1990 et de 2008 à 2017.

## Biographie

### Carrière politique
Auguste Rollandin est né à Brusson, commune du moyen val d'Ayas, dont il est syndic de 1975 à 1978, avant d'être élu au Conseil régional de la Vallée d'Aoste, dont il est conseiller de 1978 à 1993. Il est également assesseur à la santé publique de 1978 à 1983 et à l'agriculture de 1983 à 1984 et en 1992.
Il exerce les fonctions de président de la région autonome Vallée d'Aoste de 1984 à 1990.
Lors des élections générales italiennes de 2001, il est élu au Sénat de la République italienne pour la liste Vallée d'Aoste avec 49,3 % des voix. Il est également président du groupe parlementaire Amis de la montagne et vice-président de l'observatoire parlementaire du tourisme. Il n'est pas réélu en 2006, quand il se représente sous l'étiquette de l'Union valdôtaine.
Lors des élections régionales du 25 mai 2008, il est, en obtenant 13 907 voix, le candidat le mieux élu dans l'absolu si l'on considère toutes les élections régionales italiennes depuis 1949.
Le 1er juillet suivant, il est élu président de la région autonome Vallée d'Aoste pour la deuxième fois.
Après la démission de Claude Lavoyer, assesseur des finances, il est chargé de ses fonctions par intérim le 3 février 2012.
Aux élections régionales de 2013, il est à nouveau le candidat le mieux élu avec 10 872 voix. Sa coalition, qui détient 18 sièges sur 35 au nouveau Conseil de la Vallée le réélit en tant que président de la région. Il présente son programme et la nouvelle équipe entre en fonction le 8 juillet suivant en vertu du consensus des 18 voix à la disposition de la majorité.
Il cède sa charge à  Pierluigi Marquis le 10 mars 2017 à la suite du vote d'une motion de censure contre son gouvernement.
Il est réélu en 2018 sur la liste de l'Union valdôtaine au Conseil régional, dont il est vice-président du 10 décembre 2018 au 3 avril 2019. Il est suspendu de son mandat le 6 mai suivant, à la suite de sa condamnation pour corruption. Réélu lors des élections anticipées de 2020 sur la liste « Pour l'autonomie », il retrouve son siège le 6 novembre 2020.

### Gouvernements Rollandin

#### Irejunte (4 janvier-18 juillet 1984)
- Président:
  - Auguste Rollandin
- Assesseurs:
  - Giuseppe Borbey - Tourisme, urbanisme et biens culturels
  - Guido Chabod - Ouvrages publics
  - René Faval - Éducation publique
  - Hector Marcoz - Santé et sécurité sociale
  - Maurice Martin - Finances
  - Angelo Pollicini - Industrie, commerce, artisanat et transports
  - Auguste Rollandin (ad interim) - Agriculture et forêts

#### IIejunte (18 juillet 1984-27 juillet 1988)
- Président:
  - Auguste Rollandin
- Assesseurs:
  - Joseph-César Perrin - Agriculture, forêts et environnement
  - Maurice Martin - Finances
  - Ilario Lanivi - Industrie, commerce, artisanat et transports
  - Auguste Fosson - Ouvrages publics
  - René Faval - Éducation publique
  - Ugo Voyat - Santé publique
  - Giuseppe Borbey - Tourisme, urbanisme et biens culturels

#### IIIejunte (27 juillet 1988-25 juin 1990)
- Président:
  - Auguste Rollandin
- Assesseurs:
  - René Faval - Tourisme, urbanisme et biens culturels
  - Auguste Fosson - Ouvrages publics
  - Angelo Lanièce - Santé publique
  - Ilario Lanivi - Industrie, commerce, artisanat et transports
  - Joseph-César Perrin - Agriculture, forêts et environnement
  - Dino Viérin - Éducation publique
  - Ugo Voyat - Finances

#### IVejunte (1erjuillet 2008-30 juin 2013)
- Président:
  - Auguste Rollandin
- Assesseurs:
  - Giuseppe Isabellon - Agriculture et ressources naturelles
  - Ennio Pastoret - Activités productives
  - Claude Lavoyer - Budget, finances et patrimoine
  - Laurent Viérin - Éducation publique
  - Marco Viérin - Ouvrages publics, protection des sols et logement public
  - Albert Lanièce (technique) - Santé, et politiques sociales
  - Manuela Zublena - Territoire et environnement
  - Aurelio Marguerettaz - Tourisme, sport, commerce et transports

#### Vejunte (8 juillet 2013-22 avril 2014)
Les élections régionales de 2013 ont donné des résultats très incertains : la coalition autonomiste de centre avec l'Union valdôtaine, la Stella Alpina et la Fédération autonomiste, avec Rollandin parmi les favoris pour le poste de président, n'obtient que 47,9% des voix, soit 18 conseillers, et la Fédération n'entre pas au Conseil. La coalition de centre-gauche obtient 40,5% et 15 conseillers (l'UV, le parti de Rollandin, s'écroule en passant de 44,4 à 33,5 et de 17 à 13 conseillers). Le second tour de vote est évité pour 300 voix. L'UV perd sa majorité absolue, avec 18 conseillers contre 17 à l'opposition.
La nomination d'Emily Rini (UV) au poste de présidente du Conseil régional est annulé à la première séance, lorsque les membres de l'opposition quittent la salle. Au mois de juillet, le vice chef de groupe au Conseil Leonardo La Torre, ancien syndic d'Aoste et ancien assesseur régional du budget et des finances, sont toujours plus fortes, accuse la nomination de la junte régionale et des commissions régionales, et déclare également de ne pas vouloir devenir le « valet de l'UV et de Rollandin ».
La crise s'intensifie par la suite, car la majorité n'est plus à même d'assurer les travaux du Conseil et l'opposition refuse toute possibilité de collaboration. La énième défaite du 26 mars entraîne la démission du chef de groupe Ego Perron. Malgré cela, Rollandin décide de poursuivre, mais La Torre menace de présenter 8 motions, une pour chaque assesseur, qui mettraient en crise définitivement la junte une fois signées par l'opposition. Les assesseurs démissionnent le 22 avril. Ils demeurent toutefois en charge in prorogatio pour 60 jours. Rollandin ne démissionne pas, en restant à la tête de la junte pour assurer la continuité opérationnelle des activités.
Le 28 avril, Rollandin rend officiel son « pas en arrière » lors de la séance du Conseil fédéral de l'UV en tant que président de la région autonome Vallée d'Aoste dans le but de permettre la résolution de la crise au sein de la majorité.
- Président:
  - Augusto Rollandin
- Assesseurs (jusqu'au 22 avril 2014):
  - Renzo Testolin - Agriculture, forêts et environnement
  - Pierluigi Marquis - Activités productives, énergie et politiques du travail
  - Mauro Baccega - Budget, finances et patrimoine
  - Joël Farcoz - Éducation et culture
  - Marco Viérin - Ouvrages publics, protection des sols et logement public
  - Antoine Fosson - Santé, bien-être et politiques sociales
  - Luca Bianchi - Territoire et environnement
  - Aurelio Marguerettaz (avec des fonctions de vice-président) - Tourisme, sport, commerce et transports.

Le 7 juin 2014, Rollandin demande à la présidente Rini de réunir le Conseil pour élire la nouvelle junte, dont il va être le président avec seulement 18 conseillers en faveur, issus de l'UV et de la Stella Alpina, comme suit :

#### VIejunte (10 juin 2014-10 mars 2017)
- Président:
  - Augusto Rollandin
- Assesseurs:
  - Renzo Testolin - Agriculture, forêts et environnement
  - Pierluigi Marquis - Activités productives, énergie et politiques du travail (jusqu'au 13/07/2015), Raimondo Donzel (à partir du 15/07/2015)
  - Ego Perron - Budget, finances et patrimoine
  - Emily Rini - Éducation et culture
  - Mauro Baccega - Ouvrages publics, protection des sols et logement public
  - Antoine Fosson - Santé, bien-être et politiques sociales
  - Luca Bianchi - Territoire et environnement
  - Aurelio Marguerettaz (avec des fonctions de vice-président) - Tourisme, sport, commerce et transports.

### Autres fonctions ou activités
Le 3 juillet 2007, il est nommé président de la Compagnie valdôtaine des eaux (CVA), la société de gestion des ressources hydriques de la Vallée d'Aoste, dont le capital est entièrement détenu par la région par le biais de la Finaosta SA, qui a racheté à l'Enel en 2002 les 25 centrales hydroélectriques présentes sur le territoire valdôtain. Le 7 décembre suivant, il démissionne de cette fonction pour poser sa candidature comme conseiller régional, en conformité avec la loi électorale régionale.
De 2004 à 2008, il est le président de l'aéroclub Conrad Gex d'Aoste.
De 2008 à 2017, il est le président de l'université de la Vallée d'Aoste.

### Procédures judiciaires
En 1994, Rollandin est condamné définitivement à 16 mois de réclusion et à l'interdiction d'exercice de charge publique pour abus de pouvoir et connivence pour appels d'offres. Malgré cela, uni aux critiques provenant également de membres de l'UV, il présente sa candidature en 1998, est élu et déclaré immédiatement invalidé. Bénéficiant du fait que l'inéligibilité ne s'applique pas au Parlement, il présente sa candidature au Sénat en 2001 et est élu.
Il est ensuite réhabilité pour extinction des peines accessoires.
Il est mis en examen le 17 juin 2013 pour une affaire concernant la réalisation du parking de l'hôpital régional d'Aoste. Le renvoi en jugement est prononcé par le parquet d'Aoste, jour où une fête dénommée « GusteFest » en raison de son surnom, est organisée par ses partisans à Brusson, son village natal.
En mars 2019, il est condamné à quatre ans et demi de prison pour avoir favorisé l'implantation d'une entreprise dans un centre commercial d'Aoste. Il fait cependant appel et lors du procès devant la Cour d'appel de Turin, il est finalement relaxé le 18 octobre 2021.

### Surnom
Il est connu en Vallée d'Aoste par le surnom « Guste », selon le phénomène d'aphérèse des prénoms, typique des parlers arpitans, ou alors comme l'Empereur.

## Distinctions
- Officier de la Légion d'honneur. Auguste Rollandin est nommé chevalier de la Légion d'honneur en 1992, puis officier le 26 septembre 2012.
- Il est nommé commandeur de l'ordre de Saint-Grégoire-le-Grand le 24 juillet 2011.
- En 2002, il reçoit le prix de la Terre, inspiré à la campagne mondiale de la Charte de la Terre.